# Patrick Gaillard
Patrick Gaillard, född 12 februari 1952 i Paris, är en  fransk racerförare.

## Racingkarriär
Gaillard tävlade i formel 1 för Ensign i ett par lopp säsongen 1979. Han kom i mål i ett, Storbritanniens Grand Prix 1979, där det blev en trettonde plats.

## F1-karriär
| Säsong | Stall/Tillverkare | Poäng | Placering |
| ------ | ----------------- | ----- | --------- |
| 1979   | Ensign-Ford       | 0     | –         |